# Ixia rapunculoides
Ixia rapunculoides är en irisväxtart som beskrevs av Alire Raffeneau Delile. Ixia rapunculoides ingår i släktet Ixia och familjen irisväxter. Inga underarter finns listade i Catalogue of Life.